# IMVU
 (septembre 2016).
IMVU est un tchat développé par IMVU Inc. Il abrite actuellement 200 millions d'utilisateurs enregistrés et plus de 83,147 utilisateurs mensuellement actifs au 26 avril 2021. Actuellement en version évoluée et accessible depuis le 3 avril 2004, IMVU a été fondé par Will Harvey, développeur de jeux vidéo et notamment fondateur de There. Il est comparable à un site de rencontre, permettant au joueur de créer un profil et d'indiquer tout un tas d'informations personnelles, telles que l'âge, le genre, la situation amoureuse et ce qu'il y cherche.
IMVU possède le plus gros catalogue de produits virtuels au monde avec plus de 5 millions d'objets (de types avatars, scènes, meubles, vêtements, coiffures, pauses, actions, sons, animaux de compagnie, accessoires, ...) et plus de 100 000 membres enregistrés comme créateurs. Le chiffre d'affaires mensuel est supérieur à 2 M$ dont 90 % proviennent des consommateurs.

## Programme de création de contenu
Le programme de création de contenu, connu également sous le nom de « developper program », permet aux membres de créer leurs propres éléments au moyen d'une interface 3D, puis de les exporter dans l'univers IMVU. IMVU Previewer. Ces éléments customisés peuvent être vendus contre des crédits ou de l'argent réel dans le catalogue. Un créateur peut s'inspirer d'un objet existant pour créer son propre objet (il s'agit d'une "dérivation") mais doit reverser au créateur de l'objet initial le montant de ce dernier pour chacune de ses propres ventes.
IMVU, de par ses propres Terms of Service, change souvent sa politique d'acceptation des produits sans en avertir suffisamment les utilisateurs et créateurs. Cela crée souvent des confusions et des conflits. [réf. nécessaire] En 2007, IMVU a profondément changé sa politique concernant l'Adult Pass sous prétexte que de nombreux mineurs réussissaient à se procurer des accès auprès de "connaissances".  [réf. nécessaire] Cela a causé un certain émoi dans la communauté adulte de IMVU qui avait payé pour agir librement entre adultes et non pour obtenir l'équivalent d'un PG-13 rating (nudité admise mais sans sexe, violence, tabac et alcool).  Une autre polémique concerne la représentation réaliste de la nudité. Au nom d'une certaine idée de la morale, IMVU préconise la création de corps nus sans parties génitales (ces dernières peuvent toutefois être achetées à part mais les érections restent interdites). [réf. nécessaire]

## Communauté
De nombreux membres d'IMVU sont également des créateurs de contenus vendus sur le catalogue général (GA) ou restreint (AP). La plupart consacrent du temps à la customisation de leur "Home Page", à l'aménagement de leurs salles publiques et privées et à l'amélioration de leur avatar (achat de vêtements, etc.) 
La notion de badge a été récemment introduite. Ils permettent à un créateur de se faire connaitre des acheteurs potentiels.

## Pulse
Le pulse est un endroit d'échange commun accessible à tous les utilisateurs, et se comporte de manière identique à un fil d'actualité où chaque utilisateur est libre de publier du contenu (citation, extrait d'article de journal, poème, histoire drôle, publicité pour son shop[réf. nécessaire]) 

## Type d'utilisateurs
De par la mixité sociale inhérente à n'importe quel site de chat, la communauté des utilisateurs IMVU se divise en plusieurs groupes distincts.  
- Les créateurs: Ils produisent le contenu (vêtements, accessoires, meubles...), destiné à être mis en vente dans le shop ou Virtual Goods Catalog[réf. nécessaire] et promeuvent leurs produits en publiant un aperçu de leur catalogue sur le Pulse.
- Les utilisateurs classiques: Ils utilisent le service en tant que client, ils peuvent acheter le contenu proposé par les créateurs, ouvrir un Salon de discussion ou simplement rejoindre un salon déjà existant, dans le but d'échanger avec d'autres utilisateurs et d'entamer une conversation. Les utilisateurs préfèrent échanger avec d'autres utilisateurs issus du même Groupe social.
- Les utilisateurs néfastes: Toute communauté en ligne contient son lot d'utilisateurs néfastes, ou Troll (Internet) dont les actions engendrent le chaos et suscitent régulièrement une Polémique. Bien qu’étant odieux, ces utilisateurs connaissent parfaitement la charte d'utilisation du service (appelée TOS - Terms Of Service) et prennent soin de ne jamais enfreindre cette dernière. Dans le cas contraire, d'autres utilisateurs peuvent signaler les utilisateurs néfastes auprès des modérateurs d'IMVU. En fonction de ses actes, l'utilisateur qui a été signalé peut recevoir une suspension de son compte temporaire, ou dans des cas extrêmes, une suspension définitive.

## Musique
Un magasin musical a été lancé à l'automne 2008 : il vend le droit d'écouter en streaming des titres lors des chats publics et privés. Chaque titre vaut 649 crédits et peut être inclus dans une playlist. Cependant, la qualité ne semble pas au rendez-vous et les plaintes sont nombreuses. De nombreux chatteurs préfèrent ajouter une webradio (gratuite) à leurs salles publiques et privées.